# ソ・イアン
ソ・イアン（서이안、1991年1月12日 - ）は、韓国の女優。身長165cm。
2012年、KBSドラマスペシャル『ガラスの監獄』でデビュー。明知専門大学演劇映像学科を休学中。

## 出演作品

### ドラマ
- ガラスの監獄（2012年、KBS） - ミジョン役
- お母さんが何だって（2012年、MBC） - パク・ジヘ役
- ホジュン〜伝説の心医〜（2013年、MBC） - 仁穆王后役
- ワンダフル・ラブ（2013年、SBS） - ユリ役
- 鄭道傳〜チョン・ドジョン〜（2014年、KBS） - 謹妃（クンビ）役
- ホテルキング（2014年、MBC） - イ・ダベ役
- ドクター・フロスト（2014年-2015年、OCN） - パク・イニョン役
- ウォンニョ日記（2014年、MBC） - チュニャン役
- キルミー・ヒールミー（2015年、MBC） - ホン・ジソン役
- Heart to Heart-ハート・トゥーハート-（2015年、tvN） - ダヨン役
- 幸せのレシピ〜愛言葉はメンドロントット〜（2015年、MBC） - モク・ジウォン役
- 幽霊が見える刑事チョヨン2（2015年、OCN） - ユン・セア役
- 我が家のハニーポット（2015年-2016年、KBS） - チェ・アラン役
- ピョン・ヒョクの恋（2017年、tvN） - ホン・チェリ役
- ノクドゥ伝（2019年、KBS） - キム寡婦役
- 99億の女（2019年-2020年、KBS）

### 映画
- ジャッカルが来る（2012年） - ユ・ヨンソン役
- 捏造された都市（2017年） - ソ・ヒョンジョン役